# بحيرة بطليموس
بحيرة بطليموس كانت بحيرة في السودان. تشكلت قديمًا هذه البحيرة خلال العصر الهولوسيني في منطقة دارفور، حيثُ كانت الرياح الموسمية أقوى في إفريقيا. وكانت البحيرة موجودة بالفترة بين (9100 ق.م - 2400 ق.م). ويعتقد أن المساحة السطحية للبحيرة وصلت لتبلغ 30,750 كم² (11,870 ميل²)، أي أكبر من بحيرة إري في أميركا الشمالية، رغم وجود اختلاف بالتقديرات العلمية لمساحتها، حيثُ من الممكن أن تكون أصغر بكثير. تتميز شواطئ البحيرة في بعض الأماكن، على حسب ما عُلم، بمناظر طبيعية نهرية مليئة بالقصب. كما يُعتقد أن البحيرة كانت بحيرة مياه عذبة تتجدد بالمياه الجوفية والجريان السطحي من الجبال المجاورة، وربما كانت هي نفسها مصدر نظام المياه الجوفية الرملية النوبية. كما وتميزت البحيرة بنظام بيئي متنوع يضم عددًا من الأنواع البيولوجية، وربما سهلت انتشارها بين نهر النيل وبحيرة تشاد.

## الاكتشاف والتسمية
اكتُشفت رواسب البحيرة لأول مرة بين عامي (1985 - 1986)، وقد يكون قد قصد بطليموس بتسميته "مستنقع السلاحف" هذه البحيرة. وعرفت أيضًا باسم "بحيرة غرب النوبة"، أو "بحيرة غرب النوبة القديمة" أو "بحيرة شمال دارفور الكبرى". أما تسمية "أرخبيل بحيرة بطليموس" فقد جاء من حقول الكثبان الرملية التي كانت تُغمر دوريًا بمياه البحيرة على طول الشواطئ الشرقية، مُشكلةً أرخبيلات. وذُكر اسم البحيرة لأول مرة في خريطة عام 1858، إلا أن تحديد معالمها لم يتضح إلا بين عامي (1980-1982).

## تضاريس الأرض
خلال العصر الهولوسيني المبكر والأوسط، نشأت بحيرات كبيرة مثل بحيرة تشاد وبحيرة بطليموس داخل الصحراء الكبرى، وتدفقت إليها أنظمة أنهار مثل وادي هور، مع عدم وضوح ما إذا كانت تتدفق عبر الصحراء كما هي الآن. ويترافق تكوين هذه البحيرات القديمة بالرياح الموسمية الإفريقية، والتي تصبح أقوى بسبب اتساع الميل المحوري وتزامنه مع الحضيض الشمسي للأرض مع أواخر يوليو، وبالتالي يكون هذا الوقت موسم الرياح الموسمية. على عكس وقتنا هذا، حيثُ تعد الصحراء الشرقية من بين أكثر المواقع جفافًا على وجه الأرض، لأنها بعيدة كل البعد عن مصادر الرطوبة المحيطية.

### البحيرة
تقع بحيرة بطليموس حاليًا على أراضي سودانية. واختلفت التقديرات حول حجمها مع تغير جودة الخرائط الإقليمية: في البداية، كان يُعتقد أنها وصلت إلى مساحات سطحية تبلغ حوالي 27,000 كم² (10,000 ميل²)؛ ثم اقترحت الأبحاث اللاحقة القائمة على خرائط الارتفاع الأكثر موثوقية أنها لم تكن أكبر من 5,330 كم² (2060 ميل²)؛ لاحقًا أشارت الخرائط الأحدث إلى مساحات سطحية أكبر تقدر بين 8,133 كم² (3140 ميل²) إلى 11,230كم² (4340 ميل²) وبحجم يتراوح بين 372 كم³ (89 ميل³) إلى 547 كم³ (131 ميل³) على التوالي.
اعتُمد على الموقع في العثور على أدلة لارتفاع مستويات المياه وتراوحت التوقعات بين 550 م (1,800 قدم) إلى 555 م (1,821 قدم) فوق مستوى سطح البحر؛ وفي الاحتمال الأول ربما احتلت البحيرة مساحة لا تقل عن 17,864 كم² (6,897 ميل²). هناك أيضًا أدلة على وجود خطوط ساحلية على ارتفاعات تتراوح بين 570 و576 م (1870 و1890 قدم) فوق مستوى سطح البحر؛ وإذا كانت قد وصلت فعلًا إلى هذا الارتفاع، فإن المساحة ستكون 30,750 كم² (11,870 ميل²) وبحجم 2,530 كم² (610 ميل³). هذا الحجم يضاهي أكبر بحيرة في كندا، بحيرة الدب العظيم، وأكبر من بحيرة إري أميركا الشمالية. كان من الممكن أن يصل عمق البحيرة إلى 83 م (272 قدم). وربما انخفض منسوب المياه في البحيرة إلى ارتفاع 565 م (1,854 قدم) و560 م (1,840 قدم)، وهناك أدلة أحفورية على حدوث انخفضات في مستويات المياه في البحيرة. أما ارتفاع البحيرة من القطاعين الجنوبي والغربي فوصل إلى 549 م (1,801 قدم) فوق مستوى سطح البحر.
اكتشفت سواحل البحيرة من الحافة الشمالية، وغمرت البحيرة اثنين من الأودية التي ترفده بالماء. لكن الكثبان الرملية على الشاطئ الغربي جعل من الصعب تحديده، هذا الشيء أثار التساؤلات حول دقة الحجم الكبير للبحيرة. وتطورت الشواطئ في الجانب الجنوبي والغربي إلى منطقة نهرية مليئة بالنباتات وقاع غير منتظم. وقد تشكل دلتا نهر عند البحيرة عن طريق الأودية. كما اكتشف وجود مراوح طميية على الشواطئ الشمالية الغربية. وتشكلت الطباشير على شكل خرافيش، بالإضافة لتشكل الأراجونيت والكالسيت والجوثيت كرواسب في الأراضي المجاورة، والتي كانت مثل المستنقعات. كما وتشكلت قمم التوفا في البحيرة، وعند جفافها تركت رواسب بأشكال مربعة.